# Cantó de Venarey-les-Laumes
El cantó de Venarey-les-Laumes és un cantó francès del departament de Costa d'Or, situat al districte de Montbard. Té 23 municipis i el cap és Venarey-les-Laumes.

## Municipis
- Alise-Sainte-Reine
- Boux-sous-Salmaise
- Bussy-le-Grand
- Charencey
- Corpoyer-la-Chapelle
- Darcey
- Flavigny-sur-Ozerain
- Frôlois
- Gissey-sous-Flavigny
- Grésigny-Sainte-Reine
- Grignon
- Hauteroche
- Jailly-les-Moulins
- Marigny-le-Cahouët
- Ménétreux-le-Pitois
- Mussy-la-Fosse
- Pouillenay
- La Roche-Vanneau
- Salmaise
- Source-Seine
- Thenissey
- Venarey-les-Laumes
- Verrey-sous-Salmaise

## Història
| Data d'elecció                           | Identitat       | Partit               | Qualitat |
| ---------------------------------------- | --------------- | -------------------- | -------- |
| 1945-1970                                | Henri Troussard | RI                   |          |
| 1970-2001                                | Pierre Rebourg  | Radical, després PRG |          |
| 2001-                                    | Patrick Molinoz | PRG                  |          |
| les dades anteriors no són pas conegudes |                 |                      |          |
|                                          |                 |                      |          |

## Demografia
| A partir de 1990: Població sense dobles comptes |